# 伪针茅属
伪针茅属（学名：Pseudoraphis）是禾本科下的一个属，为水生或沼生、多年生草本植物。该属共有6种，分布于亚洲至大洋洲。

## 下属物种
- 长稃伪针茅 Pseudoraphis longipaleacea Chia
- 伪针茅 Pseudoraphis spinescens (R. Br.) Vickery